# إدوارد بور
إدوارد بور (بالإنجليزية: Edward Burr) هو مهندس أمريكي، ولد في 19 مايو 1859 في بونفيل في الولايات المتحدة، وتوفي في 15 أبريل 1952 في واشنطن العاصمة في الولايات المتحدة.